# Lilium longiflorum

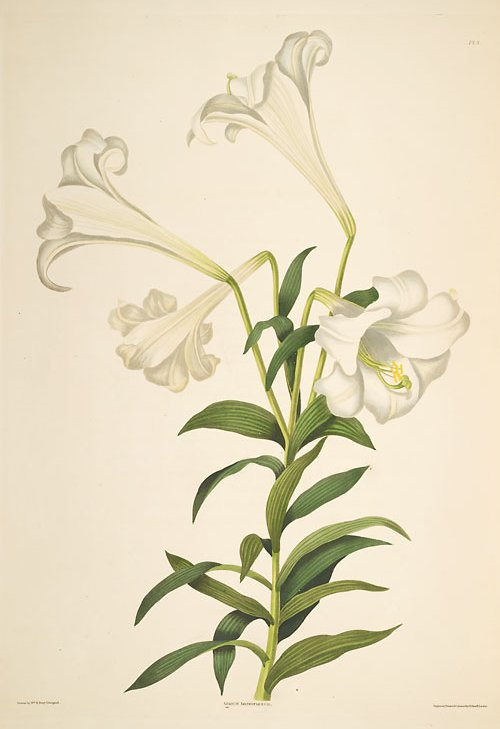
Lilium longiflorum (ilustração de Priscilla Susan Bury).

Lilium longiflorum, comummente conhecida como palma-de-são-josé, é uma espécie de planta herbácea perene com flor, pertencente à família das Liliáceas. a altura desta espécie varia entre os 45 e os 90 centímetros.
Caracteriza-se pelas folhas longas de feitio ovalado e pelas flores alvadias, em forma de trombeta. Floresce entre Abril e Junho, acima do nível do mar, até 500 metros de altitude.

## Nomes comuns
Além de «palma-de-são-josé», esta espécie dá ainda pelos seguintes nomes comuns: lírio-japonês, lírio-trombeta e lírio-de-finados.

## Distribuição
A planta tem o seu habitat localizado entre as ilhas Ōsumi e as Ryūkyū, no Japão e em Taiwan.

### Ecologia
É uma espécie ruderal, que pode medrar nas areias marítimas. Dado o seu cariz ornamental, é cultivada pelo homem em moldes mais cosmopolitas.

## Sinonímia
- Lilium abchasicum Baker
- Lilium harrisii Carrière
- Lilium jama-juri Siebold & de Vriese
- Lilium liukiu Siebold
- Lilium madeirense T.E.Bowdich
- Lilium speciosissimum W.H.Baxter
- Lilium takesima Baker[3]